# باراتاریا (لوئیزیانا)
باراتاریا (به انگلیسی: Barataria) شهری در ایالت لوئیزیانا کشور ایالات متحده آمریکا است که جمعیت آن در سرشماری سال ۲۰۱۰ میلادی، ۱٬۱۰۹ نفر بوده‌است.